# Glasgow Airport
Glasgow Airport (skotsk gaeliska: Port-adhair Eadar-nàiseanta Ghlaschu), även Glasgow International Airport, (IATA: GLA, ICAO: EGPF), tidigare Glasgow Abbotsinch Airport, är en flygplats 13 km väster om Glasgow i Skottland.
Det är Skottlands andra trafikerade flygplats och var den nionde mest trafikerade i hela Storbritannien under 2019. Det var den första flygplatsen i Skottland som hanterade över en miljon passagerare per månad.
Flygplatsen ägs av BAA Limited, som även äger London Heathrow, London Gatwick, London Stansted, Edinburgh Airport, samt Aberdeen och Southamptons flygplatser.